# Cornelis Drebbel
Cornelis Jacobszoon Drebbel (1572 – 7 de novembre de 1633) va ser un neerlandès que l'any 1620 va construir el primer vaixell submarí navegable, Drebbel va ser un innovador que va contribuir al desenvolupament dels sistemes de mesurament i de control en l'òptica i en la química.
Porta el seu nom un petit cràter de la Lluna.
Cornelis Drebbel nasqué a Alkmaar, Holanda. Estudià a l'acadèmia de Haarlem. L'any 1600, Drebbel va construir una font a Middelburg i es trobà amb Hans Lippershey, constructor de telescopis i amb el seu soci Zacharias Jansen. Amb ell Drebbel va aprendre a fabricar lents òptiques. Al voltant de 1604 ell i la seva família es van traslladar a Anglaterra, probablement invitats pel rei James I. El 1610 Drebbel va ser invitat a la Cort de l'Emperador Rudolf II a Praga, quan morí l'emperador, Drebbel tornà a Londres on morí l'any 1633.

## Obra

### Òptica
El 1619 Drebbel dissenyà i construí telescopis i microscopis. Drebbel esdevingué famós el 1621 per la seva invenció d'un microscopi amb dues lents convexes. Diversos autors incloent Christiaan Huygens assignen la invenció del microscopi compost a Drebbel. Tanamteix un napolità anomenat Fontana, en va reclamar la invenció el 1618. ltres fonts atribueixen la invenció del microscopi compost a Hans Jansen i al seu fill Zacharias al voltant de 1595. El 1624 Galileo envià un microscopi del tipus Drebbel a Federico Cesi (1585–1630), qui el va fer servir per il·lustrar Apiarum, un llibre sobre les abelles.

### Química
L'obra escrita més famosa de Drebbel va ser Een kort Tractaet van de Natuere der Elementen (un breu tractat sobre la naturalesa dels elements) (Haarlem, 1621). També va participar en la invenció del fulminat de mercuri. Va descobrir que la mescla de “spiritus vini” amb mercuri i plata en “aqua fortis” podia ser explosiva.
Drebbel també inventà una incubadora de pollastres i un termòstat de mercuri que en mantenia la temperatura constant automàticament. També treballà en sistemes d'aire condicionat. També s'atribueix a Drebbel la invenció d'un termòmetre de treball.

### Submarí

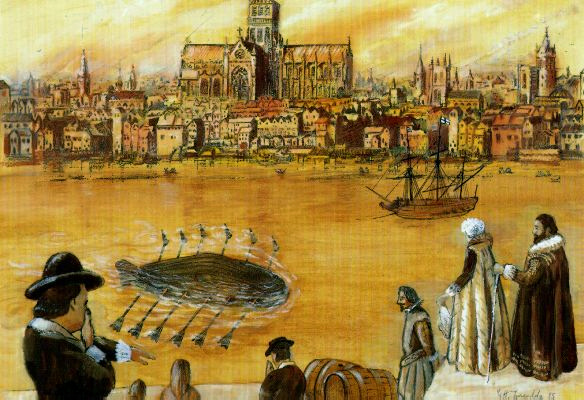
Primer submarí navegable

També va construir el primer submarí navegable l'any 1620 quan treballava per a la Royal Navy anglesa. Utilitzant el disseny fet el 1578 per part del matemàtic William Bourne, fabricà un submarí cobert dun marc de fusta i cuir. Entre 1620 i 1624 Drebbel l'assajà amb èxit i en va fer dos models més, el tercer podia portar 16 persones. Aquest model va ser mostrat al rei James I i a milers d'espectadors. El submarí va estar submergit durant tres hores i podria haver anat de Westminster a Greenwich i tornat, a una fondària de 4 o 5 metres. Fins i tot sembla que el Rei James I hauria entrat dins del submarí i viatjat amb ell sota l'aigua. Aquest submarí mai va entrar en combat.
Recentment, estudiant informes de l'època, s'ha suggerit que no era un vaixell submarí pròpiament dit sinó un semi-submergible capaç d'anar pel Tàmesi gràcies al corrent del riu.